# Samir Geagea
Samir Farid Geagea (en arabe : سمير جعجع) prononciation : Samir Ja'ja', né le 25 octobre 1952, à Ain-el-Remmaneh (banlieue de Beyrouth), est un ancien chef de milice et homme politique libanais. Il est marié à Sethrida Tawk. Pendant la guerre civile libanaise, il est très proche de Bachir Gemayel, chef de la milice des Forces libanaises ; il lui succède quand Bachir est assassiné en 1982. Il a appuyé l'invasion israélienne du Liban en 1982 et est l'un des instigateurs du massacre de Sabra et Chatila. 
Son rôle pendant le conflit est très controversé : accusé et jugé pour de nombreux crimes, dont les assassinats du président du Conseil Rachid Karamé, du chef de milice chrétien Tony Frangié, de Dany Chamoun (fils de l'ex-président Camille Chamoun), avec sa femme et ses deux enfants, il est jugé après la guerre. Il passe 11 ans en prison entre 1994 à 2005. En 2005, il est gracié par le parlement libanais fraîchement élu à l’époque et reprend place dans la vie politique libanaise.

## Le chef de guerre

### Le «chevrier», lieutenant des Kataëb et du clan Gemayel
Issu d'une modeste famille de maronites originaire de Bcharré (Liban Nord), il commence des études de médecine en 1972 à l'université américaine de Beyrouth dans un Liban en pleine effervescence politique. Lorsque la guerre civile éclate au Liban en 1975, il interrompt ses études de médecine pour rejoindre la milice du parti Kataëb qui devient le noyau des Forces libanaises. Il continuera plus tard ses études à l'université Saint-Joseph mais n'obtient pas son diplôme de médecine. Malgré cela, il obtient le surnom de Hakim (docteur). Par ses origines modestes, le « chevrier », comme il est parfois désigné, se démarque des grandes familles qui dominent la politique libanaise et il cautionne « l'idéologie égalitariste des phalangistes » revendiquée par son chef Bachir Gemayel, pourtant lui-même issu d'une de ces familles.
En 1976, les milices chrétiennes étaient alliées aux Syriens mais après que Hafez el-Assad décide de soutenir le camp dit « palestino-progressiste », en 1977, un conflit éclate entre la Syrie et certaines milices chrétiennes. Soleimane Frangié, un ami personnel de Hafez el-Assad depuis les années 1950, décide de s'allier à la Syrie. Soleimane Frangié est un ancien président de la République et un chef féodal, et son fils, Tony, est le chef d'une milice maronite de Zghorta, une cité du Liban nord fortement rivale de Bcharré, la ville de Geagea. 
Les affrontements se multiplient entre la brigade Marada (la milice de Frangié) et les Kataëb de Bachir Gemayel. Jude el-Bayi, responsable du parti phalangiste à Zgharta, est enlevé et assassiné : Bachir Gemayel charge alors certaines unités, dont celle de Geagea et d'Elie Hobeika, de mener une attaque contre le clan Frangié à Ehden. L'expédition a lieu le 13 juin 1978 et les miliciens phalangistes rencontrent une résistance plus forte que prévu. Tony Frangié, sa femme Vera, leur fille Jihane âgée de 3 ans et une trentaine de membres de la maison sont abattus. Geagea est blessé au bras et évacué,. L'évenement est connu comme étant le Massacre d'Ehden.
Entre 1977 et 1982, Geagea gravit les échelons des Forces libanaises et devient une figure importante parmi les militants. La rupture avec le clan des Frangié, puis avec celui des Chamoun, fait de la milice des Kataëb la composante presque exclusive des Forces libanaises, avec une stratégie souvent divergente à celle du parti civil des Kataëb.
En 1982, comme son chef Bachir Gemayel, il encourage les troupes israéliennes à envahir le Liban sous la direction d'Ariel Sharon. En septembre 1982, il compte parmi les commanditaires du massacre de Sabra et Chatila, au cours duquel des milliers de civils palestiniens sont tués.
Le 13 septembre 1982, Fadi Frem est nommé par le président Bachir Gemayel (tué le lendemain dans un attentat à la bombe), chef des Forces libanaises, suivi de Fouad Abou Nader et, en mars 1985, de Elie Hobeika. Les Forces libanaises se trouvent alors dans une position délicate, l’allié israélien tentant de se désengager du conflit libanais et les bailleurs de fonds libanais étant fortement affectés par l’effondrement de l’économie.

### Geagea, chef des Forces libanaises, et sa rupture avec les Kataëb
Geagea guide les Forces libanaises en 1983 dans la guerre de la Montagne contre les Syriens, Druzes,  joumblattistes et progressistes. Avec le retrait des Israéliens de la montagne, les Druzes, les joumblattistes et des Palestiniens, forts du soutien syrien, détruisent des villages et villes chrétiens de la montagne du Mont-Liban et provoquent le déplacement de dizaines de milliers de chrétiens vers les régions de Beyrouth-Est en automne 1983. C'est une grande défaite dans la vie de Geagea et surtout une défaite pour les Chrétiens au Liban.

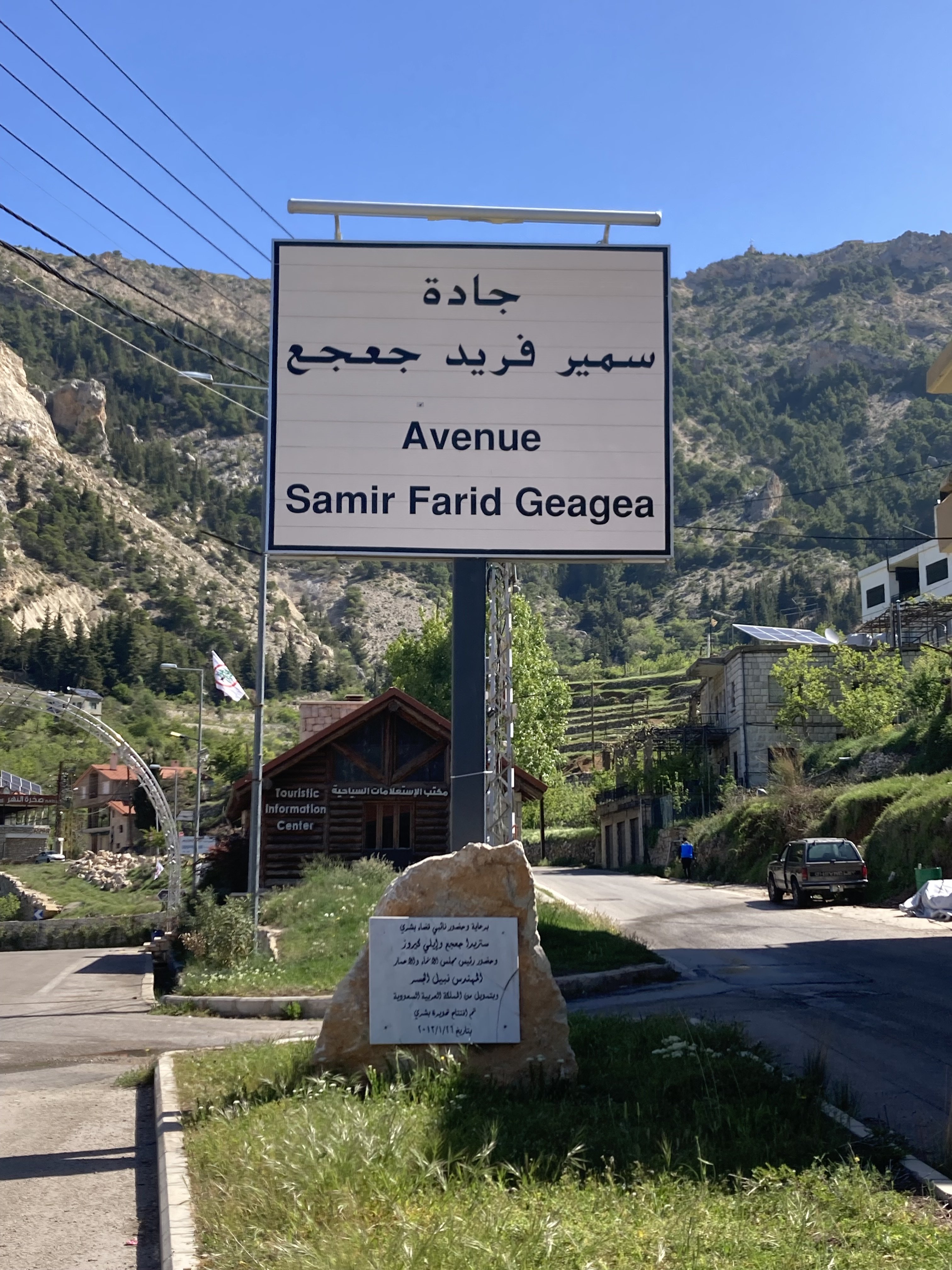
Avenue Samir-Farid-Geagea à Bcharré.

Les miliciens reprochent aux dirigeants politiques des Kataëb de les avoir envoyés au désastre. Ces derniers cherchent à affaiblir la milice en lui retirant le contrôle du point de passage de Barbara près d'Amchit au Liban-Nord, une de ses principales sources de revenus. Le 11 mars 1985, le bureau politique des Kataëb vote l'exclusion de Geagea. Mais celui-ci prend les devants: le 12 mars 1985, une colonne blindée des miliciens des Forces libanaises, sous la conduite de Geagea, Elie Hobeika et Karim Pakradouni, part de Jbail et s'empare de Beyrouth-Est, désarmant sans beaucoup de résistance les partisans du président Amine Gemayel. Selon un garde du corps d'Hobeika, ce putsch aurait été financé par le politicien et homme d'affaires Michel Murr. Geagea rompt avec les Kataëb tout en conservant l'image du chahid (martyr) Bachir Gemayel comme figure tutélaire des Forces libanaises, ,. Regina Sneifer, alors une des responsables de la communication des Forces libanaises, définit la pensée de Geagea comme un « socialisme chrétien à tendance mystique » influencé par la pensée de Pierre Teilhard de Chardin.
En 1986, Elie Hobeika négocie à Damas avec Walid Joumblatt et Nabih Berri l’accord tripartite qui renforce l’influence syrienne au Liban et autorise Damas à y maintenir ses troupes. Geagea, hostile à toute influence syrienne au Liban organise l’éviction de Hobeika qu'il chasse par un coup de force le 16 janvier 1986; Hobeika se voit obligé de quitter l’enclave chrétienne avec ses partisans et de chercher refuge auprès des Syriens; cette guerre entre miliciens chrétiens aurait fait 200 morts et plusieurs centaines de blessés,. Les partisans de Geagea répriment brutalement la faction d'Hobeika tandis que leur chef cherche une nouvelle alliance avec les États-Unis et l’Irak ba'assiste rival de la Syrie.
En 1987, Geagea, jusque-là célibataire et présenté comme un « ascète » ou un « moine-soldat », épouse Sethrida Tawq, fille d'une famille de riches notables de Bcharré.
Le 1er juin 1987, le président du Conseil Rachid Karamé meurt dans l'explosion de son hélicoptère entre Tripoli et Beyrouth. L'explosion survient au-dessus d'une région contrôlée par les Forces libanaises mais l'enquête conclut à une bombe à retardement posée à la base de Tripoli, sous le contrôle de l'armée libanaise et, indirectement, de l'armée syrienne. Par la suite, Akram alias Pierre Rizk, chef des renseignements extérieurs des Forces libanaises, sera soupçonné d'avoir organisé ce meurtre sur l'ordre de Samir Geagea bien que celui-ci, à cette époque, n'ait guère eu de mobile pour en vouloir à Rachid Karamé.

### Les divisions du camp chrétien: la rupture avec le général Aoun
Il acquiert, grâce aux taxes qu'il prélève en territoire maronite, une immense fortune qu'il réinvestit dans de nombreuses sociétés. Il contrôlait la chaîne de télévision la plus regardée, LBC ainsi que la radio Voix du Liban. 
Geagea, qui a échappé à trois tentatives d'assassinat, est devenu une figure incontournable de la politique libanaise. Le 9 juillet 1988, le président Amine Gemayel vient le consulter sur le choix du nouveau président du Conseil. Le 20 septembre, il participe à une réunion autour du général Michel Aoun, chef d'état-major général, avec Dany Chamoun et d'autres leaders chrétiens, pour empêcher la nomination de Mikhaël Daher, le candidat de la Syrie, à la tête du gouvernement. La crise politique libanaise est sans issue: fin septembre, le pays a deux gouvernements, l'un dirigé par le chrétien Michel Aoun, l'autre par le sunnite Salim el-Hoss ; le 9 octobre 1988, les hommes des FL s'emparent sans combat des positions tenues par les partisans d'Amine Gemayel et obligent l'ex-président à s'exiler. Le 13 février 1989, l'armée aux ordres du général Aoun tente de reprendre aux FL le contrôle d'un port illégal qu'elle contrôlait à Beyrouth; grâce à la médiation du patriarche maronite Nasrallah Sfeir, Geagea accepte un retrait partiel.
Geagea accepte d'abord de suivre le général dans sa « guerre de libération » contre la Syrie, mais Aoun, en se présentant comme seul chef de son camp, se brouille rapidement avec Geagea ; avec d'autres chefs de parti et de milice, Geagea accepte l'accord de Taëf, signé le 22 octobre 1989 et qui apporte des modifications majeures et drastiques à la constitution libanaise portant surtout la perte de pouvoirs du président de la République. Aux yeux des membres restants du parlement libanais de 1972 (moins que 60 %), ce compromis semble arrêter les conflits meurtriers au Liban qui duraient depuis 1975. Aoun tente de dissoudre le parlement et, le 31 janvier 1990, ordonne la dissolution des Forces libanaises. C'est le début d'un conflit entre chrétiens qui se prolongera jusqu'au 13 octobre, s'achevant par la reprise en main de Beyrouth-Est par les Syriens et l'exil du général Aoun.
Le 21 octobre 1990, Dany Chamoun, sa femme et deux de ses enfants sont assassinés à Baabda par le FL. Geagea a été accusé d'avoir ordonné ce meurtre ; Dory Chamoun, frère de la victime, a déclaré plus tard que les preuves contre lui n'était pas suffisantes. En revanche, Tracy Chamoun, fille de Dany, est persuadée de la culpabilité de Geagea.

## Après la guerre

### L'emprisonnement
Samir Geagea reste à l'écart des nouvelles combinaisons gouvernementales sous la tutelle de la Syrie. Il est arrêté en avril 1994 après avoir été accusé d'avoir commis l'attentat contre l'église de Notre-Dame de la Délivrance à Jounieh, attentat qui a fait dix morts. Une loi d'amnistie couvre les crimes commis pendant la guerre ; il est innocenté de l'attentat en question, mais l'amnistie dont il profitait n'est pas rétablie. Il prend comme avocats, Wallerand de Saint-Just et Moussa Prince.
En juillet 1996, Samir Geagea est acquitté pour l'attentat contre l'église mais condamné à 10 ans de prison pour entretien d'une milice armée et trafic d'armes. Entre 1995 et 1999, il fait l'objet de nouveaux procès où il est condamné à trois peines de mort commuées en prison à vie pour l'assassinat de rivaux politiques, dont l'attentat qui avait coûté la vie au Premier ministre Rachid Karamé le 1er juin 1987, celui d'Elias Hayak, cadre des Forces libanaises, proche d'Elie Hobeika, en 1989, celui de Dany Chamoun et d'une partie de sa famille en octobre 1990, ainsi qu'une tentative d'assassinat de l'ancien ministre Michel Murr en 1991. 
Il est confiné en solitaire dans une cellule de 6 mètres carrés aménagée dans un sous-sol du ministère de la Défense avec un droit de visite extrêmement restreint. Ses avocats et sa femme ne peuvent le visiter que très rarement et toujours sous la surveillance d'un gardien, avec interdiction d'aborder des sujets politiques. Par la suite, la privation de soleil et les conditions d'incarcération vont gravement affecter sa santé. 
Tout au long de son incarcération, il refuse à plusieurs reprises d'échanger sa libération contre un asservissement au régime d'Assad. Il est représenté par son épouse Sethrida Geagea au sein des instances de son parti. L'assassinat de Rafiq Hariri et la révolution du Cèdre qui force la Syrie à se retirer du Liban ouvrent la voie à sa libération.
Le 18 juillet 2005, lors de la première séance du nouveau parlement, 110 députés sur un total de 128, votent un texte amnistiant en même temps Samir Geagea ainsi qu'un groupe de militants intégristes sunnites accusés d’avoir attaqué l’armée libanaise en décembre 2000 et d’avoir planifié un attentat contre l’ambassade d’Italie, en 2004.
Le 26 juillet 2005, il est libéré et quitte le Liban pour se faire soigner à l'étranger.

### Le chef de parti

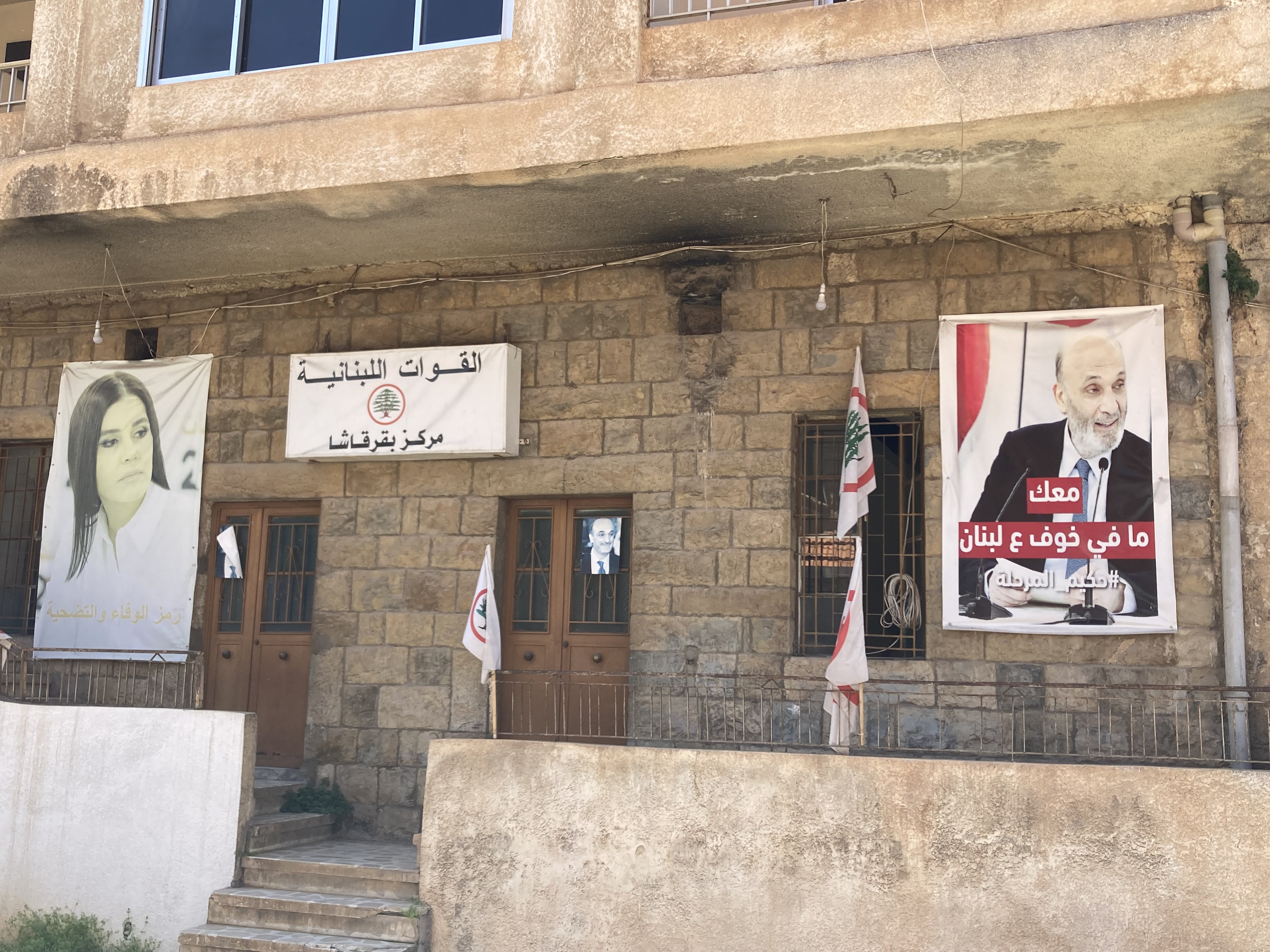
Permanence politique des époux Geagea dans leur fief de Bcharré (fin avril 2025).

Samir Geagea est le seul chef de milice à avoir été jugé et emprisonné après la guerre, ce qui, pour ses partisans, lui confère une image de « martyr ». Au contraire, il est détesté par les chrétiens du mouvement rival, le Courant patriotique libre de Michel Aoun. Le Mouvement des Forces libanaises, interdit pendant sa captivité, se reconstitue à partir de 2005 sous forme de parti politique. Tenu relativement à l'écart par le reste de la classe politique libanaise, Geagea conserve de nombreux partisans fidèles, notamment à Bcharré, ville d'origine de sa famille,, à Achrafieh (secteur chrétien de Beyrouth très favorable aux Forces Libanaises), au nord, au Keserwan, au Metn, et à Aïn al-Remmané, banlieue populaire maronite de Beyrouth où il a passé son enfance. Dans leurs discours et leur iconographie, ses partisans présentent volontiers le Hakim comme un saint homme et l'associent à des figures chrétiennes comme saint Charbel Makhlouf, et ses portraits géants dominent le paysage urbain d'Aïn al-Remmané. Après sa libération, Geagea lui-même fait retirer certains symboles trop chargés sur le plan religieux comme la croix rouge biseautée, emblème des Forces Libanaises de 1984 à 2005, pour revenir au symbole antérieur, le cèdre dans un cercle rouge. En 2006, il participe à la réalisation d'un docufiction, Le Hakim dans la cellule, tourné en arabe par Gisèle Khoury pour la chaîne de télévision Al-Arabiya, il répète volontiers que « le Samir Geagea de la guerre est mort en prison ».
En juin 2014, il présente au Parlement sa candidature à la présidence de la République, mais l'absence de consensus entre partis chrétiens fait rejeter cette proposition.
Bien qu'il ait combattu Aoun en 1989-1990, ce dernier tente de réparer ses relations avec lui, et cela est favorisé par un recul dans les relations entre Hariri et Geagea.
Le 18 janvier 2016, il annonce son soutien à la candidature de Michel Aoun à la présidence de la République, mettant ainsi fin à des années de rivalité entre les deux partis maronites.
En octobre 2019, devant l'ampleur du mouvement de protestation, il décide de retirer du gouvernement les quatre ministres issus des Forces libanaises.
Les élections législatives récentes permettent à son parti des Forces Libanaises de faire une percée , faisant perdre à l’alliance adverse alliée Hezbollah et au CPL, sa majorité parlementaire.